# Llar (Canavelles)
Llar és un poble del terme comunal de Canavelles, de la comarca del Conflent, a la Catalunya del Nord. Tingué comuna pròpia des de la implantació de les noves comunes a ran de la Revolució Francesa fins al 1821.
El poble, situat a 1.400 metres d'altitud, és a la zona de ponent de l'actual terme de Canavelles. Es conserven alguns noms de cases del poble, com Cal Cigala i Ca l'Espanyol.

## Història

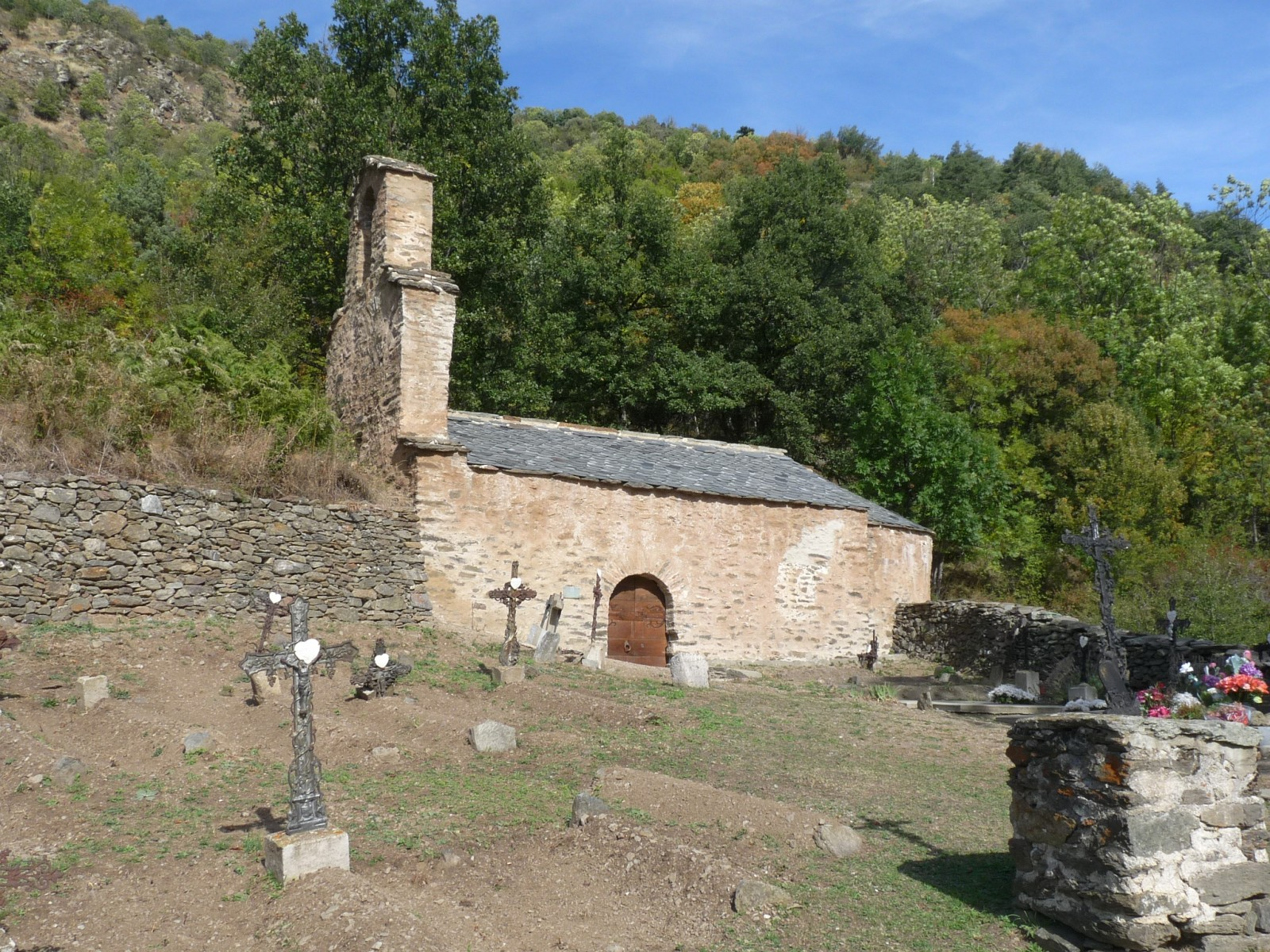
Església romànica de Sant Andreu i cementiri

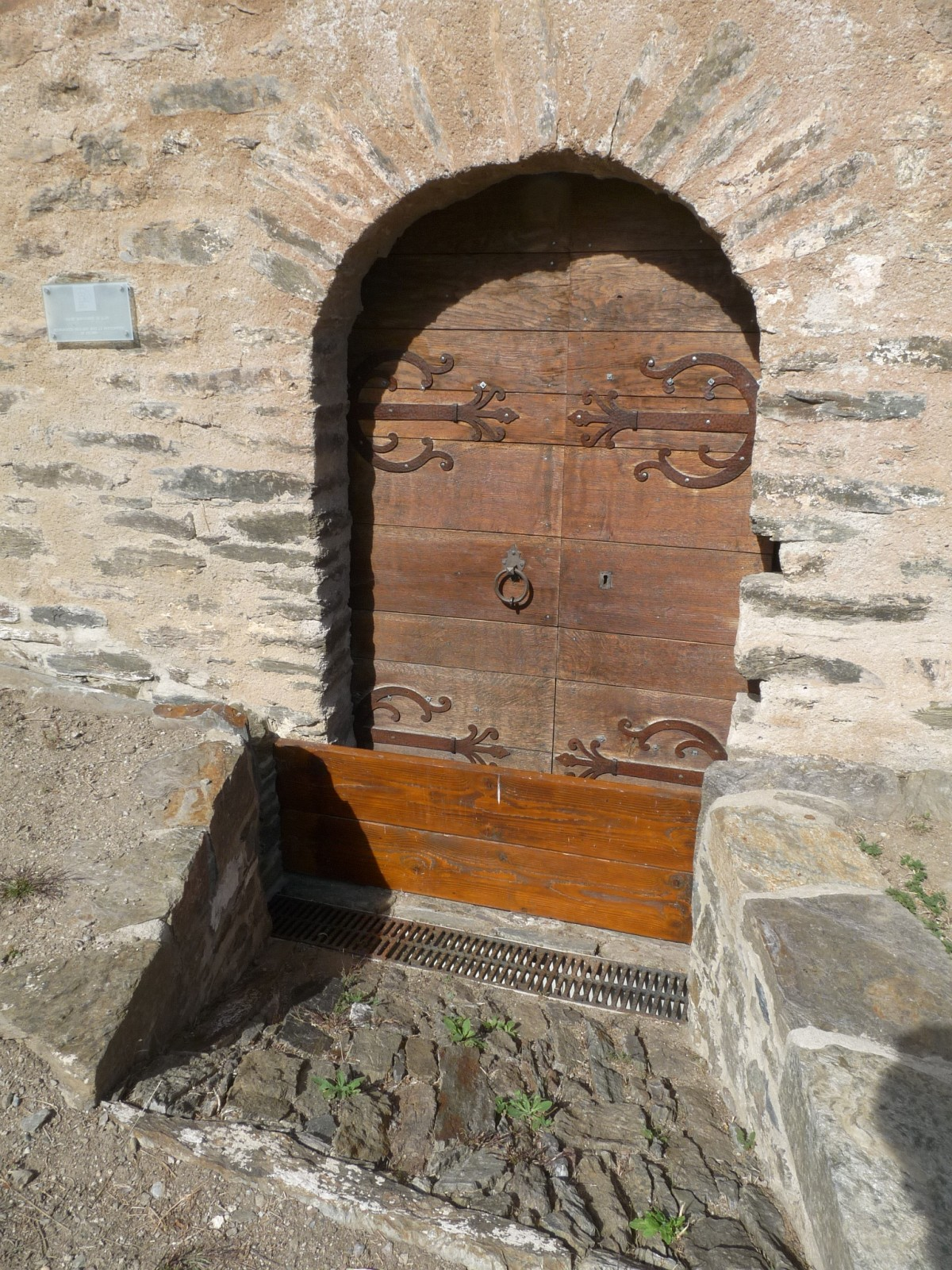
Porta de l'església romànica

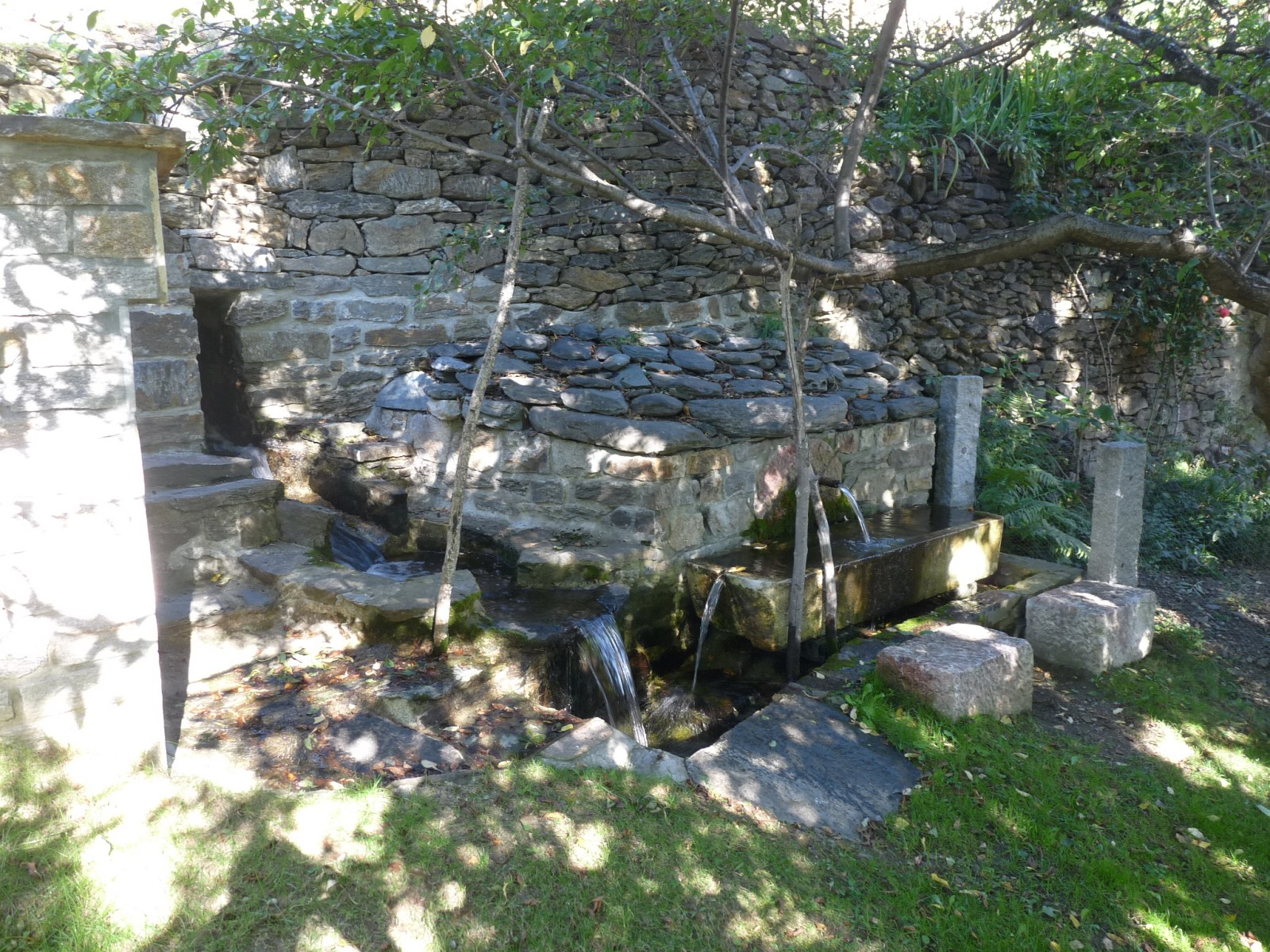
Font dins del poble

El topònim apareix documentat per primera vegada al segle ix. Una acta del 846 atribueix l'església de Sant Andreu de Llar al monestir de Sant Andreu d'Eixalada; documents posteriors del 952 i del 1012 indiquen ja la pertinença a Sant Miquel de Cuixà (el monestir que heretà les propietats d'Eixalada quan aquest va ser destruït per una crescuda de la Tet) de la villa de Llar, la seva església, els seus delmes i les seves primícies, l'alou de tot el territori i de les seves dependències. L'indret romangué en poder de l'abadia fins al segle xv; el 8 de juliol del 1492 l'abat Pere de Cuixà permutà amb Joan Sirac i de Serrabou el lloc i castell de Llar amb totes les seves rendes i dependències, camps, vinyes, prats, pastures, boscos, garrigues, aigües i usatges, delmes, censals, tasques, acaptes, lluïsmes, terços, foriscapis, dones i homes, entrades i sortides i tots els drets reals i personals sobre el territori, més un lliurament en efectiu de 140 lliures, a canvi del castell de Bolvir, la vegueria i la batllia dels quals ja eren sota el feu de l'abat. Amb aquesta adquisició s'originà el Senyoriu de Llar.

### El Senyoriu de Llar

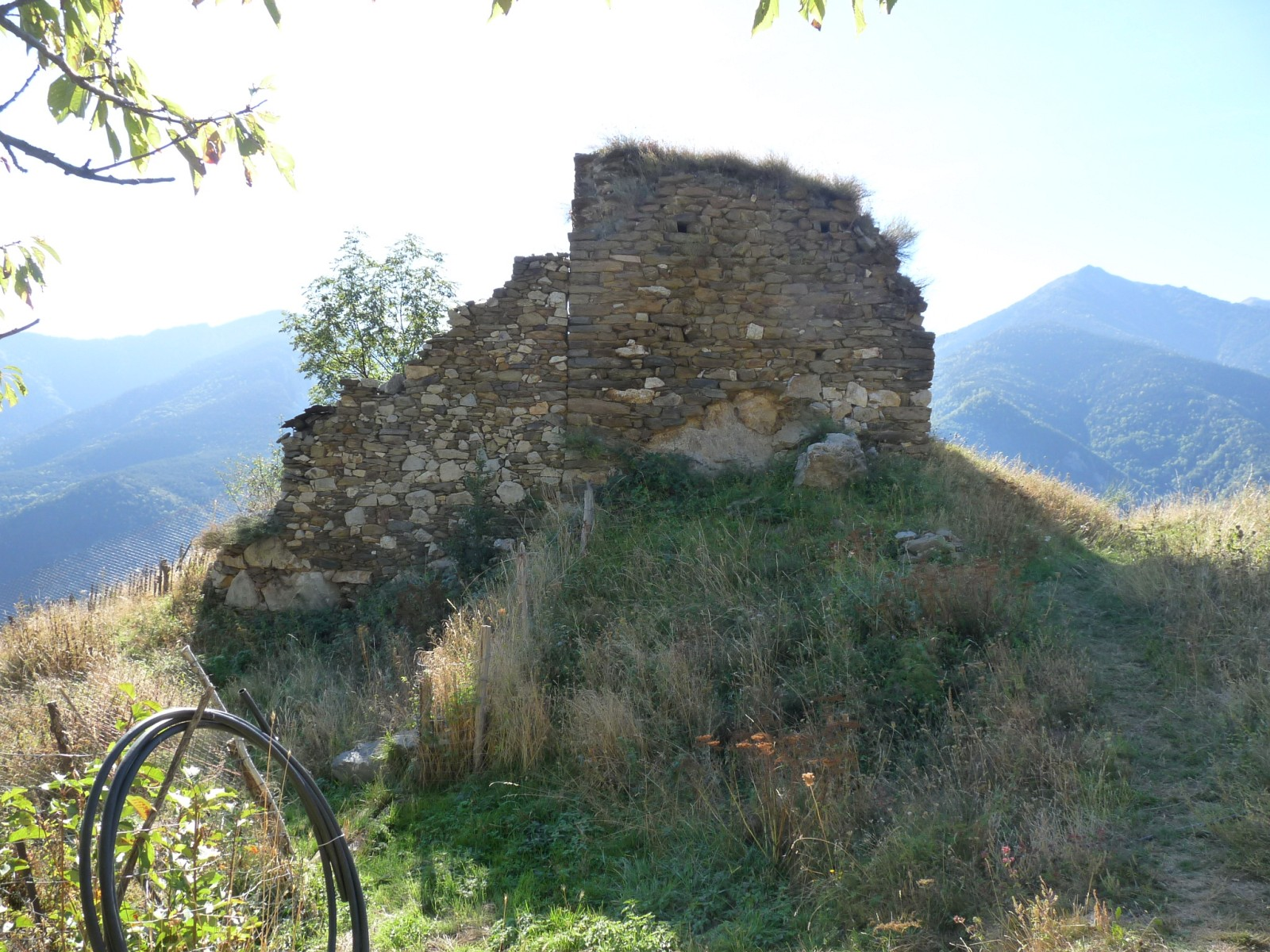
Restes de la torre

Hi ha documentat un Guerau de Llar, el 1592; però dades més completes apareixen en un escrit del 16 de setembre del 1599, en la refecció del capbreu del poble, on s'indica que el senyor de Llar hi tenia una torre o castell, i els drets d'alta i baixa justícia així com el de nomenar batlle a Toès i a Llar. Set dècades després succeí un fet que marcà el senyoriu de Llar: Carles de Llar i Teixidor, cinquè senyor, i el seu fill Francesc participaren en el 1674 en la conspiració de Vilafranca, en què patriotes catalans intentaren recuperar de l'ocupació francesa les terres cedides pel tractat dels Pirineus. Un primer intent fou que Agnès de Llar (la seva casa es conserva encara a Vilafranca de Conflent) seduís el comandant francès de la guarnició de Vilafranca per poder reunificar la vila amb Catalunya; fallit aquest, els conspiradors assaltaren militarment la vila i en massacraren la guarnició. La posterior repressió francesa (amb tortures, execucions i exhibició pública dels cossos) portà la condemna a mort per garrot de Carles de Llar i la confiscació dels béns de la família, que foren donats a la vídua del comte de les Illes, primer, i als hereus d'aquesta, la família Montferrer després, que continuà amb el títol. Un altre dels represaliats, Manuel Descatllar i Dessoler, era fill del veguer del Conflent, Pere Àngel Descatllar i de Llar, vinculat també amb els senyors de Llar. Hom ha atribuït la victòria francesa a Vilafranca a la delació que una filla d'en Carles de Llar, Agnès de Llar, hauria fet als francesos; aquesta versió, recollida en la novel·la La infante (1920) de Louis Bertrand i que reapareix a Rebels a tramuntana de Joan Soler i Amigó (2003), sembla més literària que històrica.
Paral·lelament, Carles II de Castella concedí a Francesc de Llar i de Pasqual-Cadell el Comtat de Llar el 1691 (però, òbviament, sense la possessió efectiva de les terres, a l'altra banda de la frontera). Posteriorment, aquest títol passà als Planella, barons de Granera, i als de la Torre.

### Llar als temps moderns

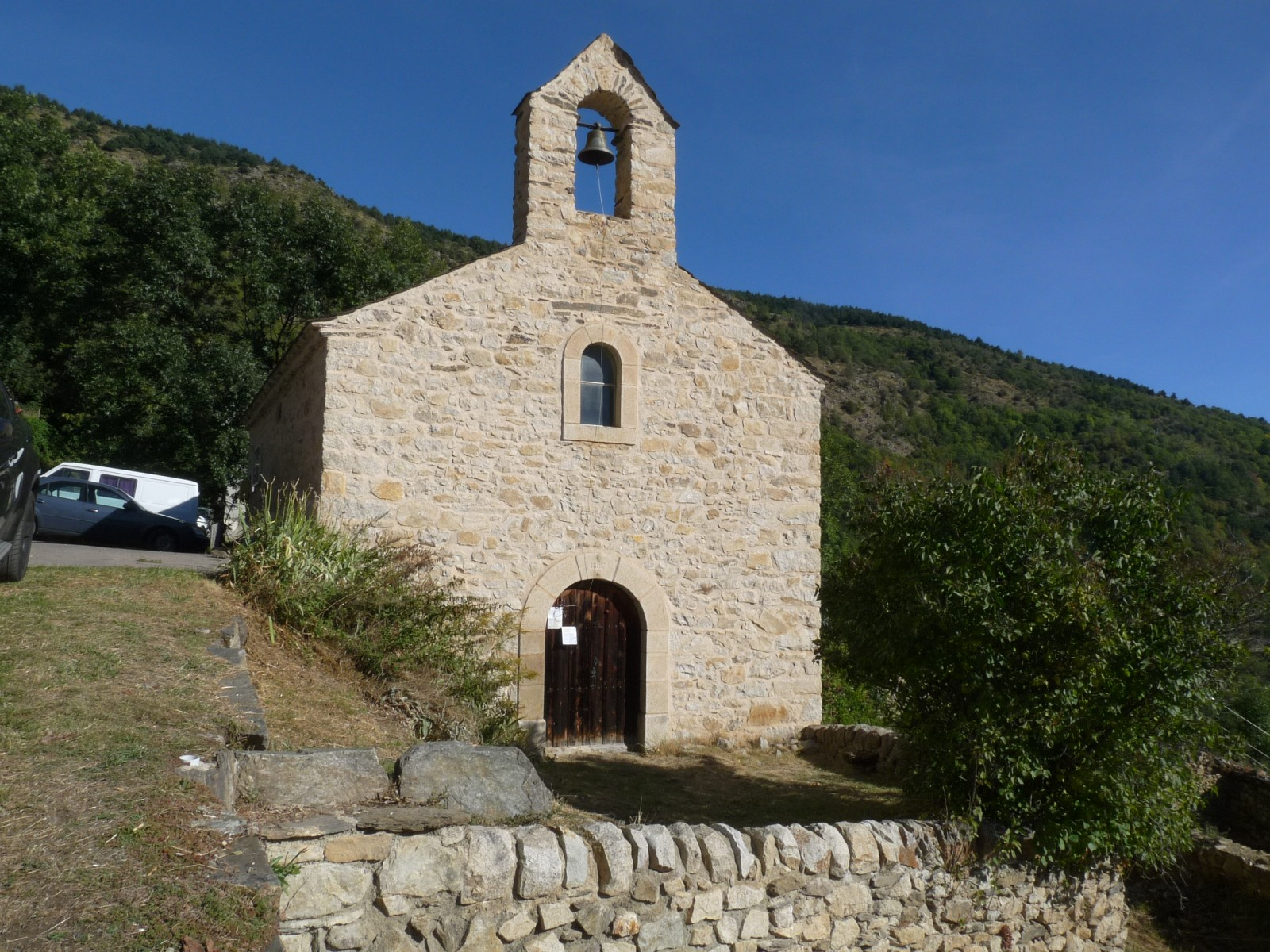
Església moderna de Sant Andreu

A finals del segle xviii es registrà que Llar tenia 60 habitants (per comparació, tot el municipi de Canavelles tenia únicament 5 famílies al fogatge del 1515); a partir d'aquest moment en comença la decadència, originada sobretot pel seu isolament, fruit de les males comunicacions. Finalment, Llar fou agregat el 1821 a la veïna comuna de Canavelles per formar l'ens municipal de Canavelles-Llar. L'església romànica, dedicada a Sant Andreu, en molt mal estat, fou substituïda el 1897 per una nova capella, més propera al nucli habitat; totes dues es conserven en l'actualitat. De les defenses de Llar només en resta una torre, segurament part d'una casa forta, més que no pas castell.